# Myrtillocactus
Myrtillocactus  este un gen de cactus care se găsește din Mexic în Guatemala. Specia cea mai cunoscută este Myrtillocactus geometrizans.

## Specii
- Myrtillocactus cochal
- Myrtillocactus geometrizans

## Sinonime
Myrtillocereus Fric & Kreuz. (orth. var.)